# 20851 Ramachandran
20851 Ramachandran è un asteroide della fascia principale. Scoperto nel 2000, presenta un'orbita caratterizzata da un semiasse maggiore pari a 2,8633525 UA e da un'eccentricità di 0,1003110, inclinata di 0,78712° rispetto all'eclittica.